# Phoenix (Zebrahead)
Phoenix è il settimo album degli Zebrahead. L'album è stato distribuito in Giappone nel luglio 2008, negli Stati Uniti d'America ed in Europa nell'agosto dello stesso anno ed in seguito pubblicato in Canada, Sud America e Australia.

## Tracce
1. HMP – 3:03
2. Hell Yeah! – 3:38
3. Just the Tip – 3:18
4. Mental Health – 3:15
5. The Juggernauts – 4:00
6. Death By Disco – 3:25
7. Be Careful What You Wish For – 3:13
8. Morse Code for Suckers – 3:51
9. Ignite – 3:28
10. Mike Dexter Is a God, Mike Dexter Is a Role Model, Mike Dexter Is an Asshole – 3:38
11. The Junkie and the Halo – 3:30
12. Brixton – 3:09
13. Hit the Ground – 3:22
14. Two Wrongs Don't Make a Right, But Three Rights Make a Left – 3:34
15. All for None and None for All – 3:18
16. Sorry, But Your Friends are Hot – 3:48

Tracce bonus (edizione giapponese)
1. The Art of Breaking Up – 3:19
2. We're Not a Cover Band, We're a Tribute Band – 3:48

## Formazione
- Matty Lewis – voce e chitarra
- Ali Tabatabaee – voce
- Greg Bergdorf – chitarra
- Ben Osmundson – basso
- Ed Udhus – batteria